# John Noble Barlow

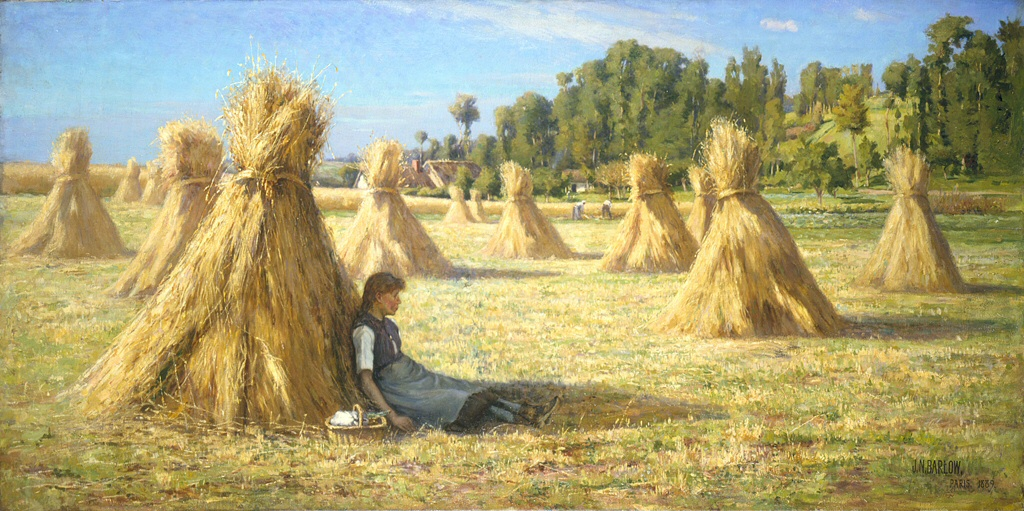
John Noble Barlow: The Harvest, 1889. Rhode Island School of Design Museum

John Noble Barlow (* 1861 in Manchester, England; † 24. März 1917 in Penzance, England) war ein englischer Maler, der vor allem für seine Landschafts- und Seestücke bekannt ist.

## Leben
Der in Manchester geborene Künstler, dessen Vater den gleichen Namen trug, war einer von fünf Söhnen und drei Töchtern. Er studierte an der Académie Julian in Paris bei Jules-Joseph Lefebvre, Paul Louis Delance und Jean-Joseph Benjamin-Constant. Weitere Studien führten ihn nach Belgien und in die Niederlande. 1887 wanderte John Noble Barlow in die USA aus und wurde amerikanischer Staatsbürger. In Providence, Rhode Island, wird er Mitglied des Providence Art Club und stellt an der National Academy of Design und am Art Institute of Chicago aus. 1891 heiratete er in London die Amerikanerin Marie Elizabeth Johnson und zog 1892 nach St Ives in Cornwall. 1896 wird John Noble Barlow Mitglied der Royal Society of British Artists (RBA) und 1916 des Royal Institute of Oil Painters (ROI). Er erhielt Auszeichnungen auf dem Pariser Salon 1899 (Goldmedaille 3. Klasse) und auf der Pariser Ausstellung 1900. Viele seiner späteren Werke entstanden im Lamorna Valley in Cornwall, wo er ein Atelier hatte.

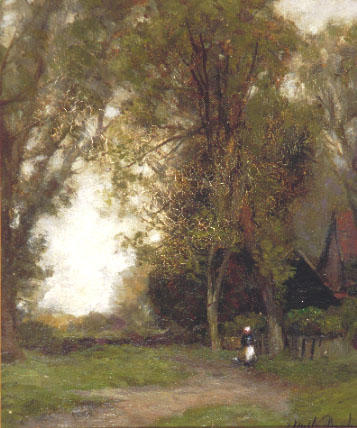
John Barlow: Shere, Surrey. Sarjeant Gallery (Te Whare o Rehua Sarjeant Gallery in Pukenamu, Queen's Park, Neuseeland)

John Noble Barlow malte stimmungsvolle Landschaften in der Tradition der Schule von Barbizon und war stark von Corot beeinflusst. Von 1893 bis 1917 unterrichtete er zahlreiche Maler in Lamorna und leitete zusammen mit Louis Grier die Kunstschule von St Ives. Zu seinen Schülern gehörten Charles Walter Simpson und Charles Garstin Cox. Bis zu seinem Lebensende stellte er in der Royal Academy aus.  Barlow starb 1917 in Penzance, Cornwall.

## Werk
John Noble Barlow war bekannt für seine großformatigen Landschaften, Seestücke, Sonnenuntergänge, Mondaufgänge und Herbstszenen. Besonders bemerkenswert sind seine Darstellungen von Baumgruppen. Drei seiner Gemälde sind im Museum der Rhode Island School of Design in Providence, USA, ausgestellt. Weitere Werke befinden sich in öffentlichen Sammlungen in Cheltenham, Plymouth und Truro, England. 